# Chuck Muncie
Harry Vance Muncie, detto Chuck (Uniontown, 17 marzo 1953 – Perris, 13 maggio 2013), è stato un giocatore di football americano statunitense che ha militato nel ruolo di running back nella National Football League (NFL).

## Carriera

### New Orleans Saints
Muncie fu scelto dai New Orleans Saints come terzo assoluto del Draft NFL 1976. Muncie fece coppia con la scelta del secondo giro Tony Galbreath formando un backfield soprannominato dall'allora allenatore Hank Stram "Thunder and Lightning".
Muncie fu convocato per il Pro Bowl dopo la stagione 1979, venendo premiato come miglior giocatore dell'incontro. Fu il primo giocatore della storia dei Saints a venire convocato per il Pro Bowl e anche il loro primo giocatore a superare le mille yard corse in stagione. Venendo da un ambiente tollerante a Berkeley, fu uno shock culturale per Muncie a New Orleans, dove la sua casa e la sua auto vennero regolarmente vandalizzate da razzisti malgrado vivesse in un quartiere tranquillo. Per tale motivo espresse frequentemente la sua infelicità a New Orleans. L'allenatore dei Saints Dick Nolan si stancò dei continui ritardi di Muncie agli incontri e agli allenamenti. Dopo che i Saints iniziarono la stagione 1980 perdendo tutte le prime quattro gare, scambiarono il giocatore con i San Diego Chargers.

### San Diego Chargers

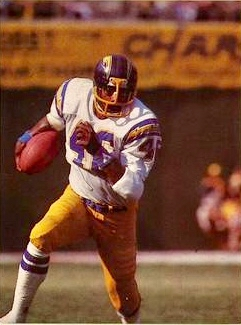
Muncie con i San Diego Chargers

Con i Chargers, Muncie fu selezionato per due Pro Bowl come membro del prolifico attacco soprannominato Air Coryell. Apparve anche sulla copertina di Sports Illustrated due volte durante i playoff. La sua miglior stagione fu nel 1981, quando corse 1.144 yard e 19 touchdown. Quelle 19 marcature su corsa pareggiarono all'epoca il record stagionale NFL Corse 120 yard e un touchdown nella vittoria di San Diego 41-38 sui Miami Dolphins nella celebre gara di playoff soprannominata The Epic in Miami, e 94 yard nella finale di conference, nota come Freezer Bowl. Muncie contribuì anche a due vittorie della AFC West division.
Dopo la stagione 1982, l'ex compagno a New Orleans Don Reese portò allo scoperto l'utilizzo di cocaina durante i suoi anni ai Saints. Muncie affermò di avere smesso di fare uso di quella droga dopo lo scambio con San Diego. Ammise tuttavia di avere ancora un problema con alcool e marijuana e di sottoporsi a un primo programma di riabilitazione. Ad ogni modo, dopo avere saltato un allenamento durante il training camp, si sottopose ad altre tre settimane di recupero, facendo ritorno per l'inizio della stagione 1983. Prima della seconda gara della stagione 1984 contro i Seattle Seahawks, Muncie perse l'aereo partito da San Diego. Quando giunse a Seattle, disse all'allenatore Don Coryell che dei vandali aveva squarciato le gomme della sua auto. Coryell non gli credette e lo rispedìa a San Diego.
Due giorni dopo fu scambiato con i Miami Dolphins per una scelta del secondo giro del draft. All'epoca si trovava al 13º posto di tutti i tempi con 6.702 yard corse. Lo scambio fu tuttavia annullato dopo che furono rinvenute tracce di cocaina nelle sue urine. Poco dopo iniziò un programma di riabilitazione in Arizona per un mese. Il 15 novembre fu sospeso a tempo indefinito dalla NFL; dove non giocò più alcuna partita. Nel marzo del 1985, il proprietario dei Chargers Alex Spanos disse che Muncie non avrebbe più giocato per San Diego, anche se la sospensione fosse stata cancellata.

## Palmarès
- Convocazioni al Pro Bowl: 3

1979, 1981, 1982
- MVP del Pro Bowl: 1

1979
- Leader della NFL in touchdown su corsa: 1

1981
- PFWA All-Rookie Team - 1976
- Formazione ideale del 40º anniversario dei San Diego Chargers
- Formazione ideale del 50º anniversario dei San Diego Chargers